# Alissa Michailowna Galljamowa
Alissa Michailowna Galljamowa (russisch Алиса Михайловна Галлямова; * 18. Januar 1972 in Kasan) ist eine russische Schachspielerin. 

## Werdegang
Galljamowa wuchs in einer russisch-tatarischen Familie auf. Schachlich unterrichtet wurde sie in der All-Russia Chess Grandmasters school (ACGS). Sie ist seit 1989 Großmeister der Frauen (WGM) und seit 1993 Internationaler Meister (IM). Galljamowa spielte zuerst für den sowjetischen, dann für den ukrainischen und inzwischen für den russischen Schachverband. 
Galljamowa gewann die Jugendweltmeisterschaften in der Altersklasse U16 weiblich 1987 in Innsbruck und 1988 in Timișoara. 1988 gewann sie als 15-Jährige in Adelaide die U20-Schachweltmeisterschaft der Mädchen vor Ketewan Arachamia und Jelena Sajaz.
Beim Interzonenturnier der Frauen 1990 in Asow wurde sie hinter Ketino Kachiani und beim Interzonenturnier der Frauen 1993 in Jakarta hinter Ketewan Arachamia Zweite. 1997 gewann sie in Elista die russische Frauenmeisterschaft. Im selben Jahr sollte sie einen Kandidatenvergleichskampf für die Weltmeisterschaft gegen die Chinesin Xie Jun spielen, aber weil Galljamowa nicht den kompletten Vergleich in China spielen wollte, wurde Xie Jun zur Gewinnerin ausgerufen. Nachdem bei der Weltmeisterschaft 1999 Zsuzsa Polgár nicht antrat, durfte Galljamowa erneut gegen Xie Jun spielen, verlor aber mit 6,5:8,5. Die erste Hälfte wurde in Kasan gespielt, die zweite in Shenyang. Bei der Europaeinzelmeisterschaft der Frauen 2002 in Warna (Bulgarien) erkämpfte sie im Stechen die Bronzemedaille. Bei der Frauenweltmeisterschaft 2006 in Jekaterinburg wurde sie Vizeweltmeisterin. Sie verlor das Finale gegen Xu Yuhua 0,5:2,5. Zum zweiten Mal konnte sie die russische Meisterschaft der Frauen im Dezember 2009 in Moskau gewinnen, im November 2010 verteidigte sie ihren Titel.
Bis Dezember 2003 war sie Dritte der Frauenweltrangliste. 
Von 1991 bis 2000 war sie mit dem Großmeister Wassyl Iwantschuk verheiratet. Galljamowa lebt in Kasan, der Hauptstadt Tatarstans.

## Nationalmannschaft
Galljamowa nahm zwischen 1990 und 2010 an fünf Schacholympiaden der Frauen teil, sie spielte 1990 für die Sowjetunion, 1992 für die Ukraine und 1996, 2000 sowie 2010 für Russland. Mit der Mannschaft wurde sie 2010 Olympiasiegerin, erreichte 1990 und 1992 zweite Plätze sowie 1996 und 2000 jeweils den dritten Platz. In der Einzelwertung gelangte sie 1990 am dritten und 1992 am ersten Brett jeweils auf den zweiten Platz, außerdem erreichte sie 1992 und 2000 jeweils die zweitbeste Eloleistung aller Teilnehmerinnen. Bei der Mannschaftsweltmeisterschaft der Frauen 2013 in Astana erreichte sie mit Russland den dritten Platz, zudem nahm sie an vier Mannschaftseuropameisterschaften der Frauen teil (1992 mit der Ukraine, 1997, 2003 und 2005 mit Russland). Galljamowa gewann 1992 mit der ukrainischen Mannschaft, außerdem erreichte sie das beste Einzelergebnis am Spitzenbrett sowie die beste Eloleistung aller Teilnehmerinnen. 2003 und 2005 landete sie mit der Mannschaft auf dem dritten Platz, 2005 erreichte sie weiterhin das drittbeste Einzelergebnis der Reservespielerinnen.

## Vereine
An der russischen Mannschaftsmeisterschaft nahm Galljamowa 1996 mit der zweiten Mannschaft von Tattransgas-Itil-1 Kasan (mit der sie ein Jahr später am European Club Cup teilnahm) und 2003 mit dem Meister Ladja Kasan-1000 teil. Am European Club Cup der Frauen nahm Galljamowa viermal teil. 1996 und 2000 gewann sie den Wettbewerb mit Agrouniversal Zemun, wobei sie 2000 außerdem das beste Einzelergebnis am zweiten Brett erzielte, 2003 erreichte sie mit Ladja Kasan-1000 den dritten Platz und gewann die Einzelwertung am ersten Brett. 2014 trat sie erneut für Ladja Kasan an.